# Gianmarco Garofoli
Gianmarco Garofoli (né le 6 octobre 2002 à Castelfidardo) est un coureur cycliste italien.

## Biographie
Gianmarco Garofoli commence le cyclisme à l'âge de cinq ans. Il prend sa première licence dans l'équipe Osimo Senza Testa.
Il remporte l'étape reine du Tour de la Vallée d'Aoste 2021,.
En novembre 2022, Astana Qazaqstan  annonce la promotion de Garfoli dans son équipe première avec un contrat jusqu'en fin d'année 2024.

## Palmarès
- 2019
  -  Champion d'Italie sur route juniors
  - Trofeo Buffoni
  - 2e du Trofeo Festa Patronale
- 2020
  - 2e du championnat d'Italie du contre-la-montre juniors
- 2021
  - 2e étape du Tour de la Vallée d'Aoste
  - 2e du Trofeo Città di Meldola
  - 2e du Tour de la Vallée d'Aoste
- 2022
  - Coppa Messapica
  - 3e de la Targa Crocifisso

## Résultats sur les grands tours

### Tour d'Espagne
1 participation
- 2024 : 48e

### Tour d'Italie
1 participation 
- 2025 : 31e

## Classements mondiaux
| Année                                 | 2021  | 2022  | 2023  | 2024 |
| ------------------------------------- | ----- | ----- | ----- | ---- |
| Classement mondial                    | 1319e | 2511e | 1182e | 454e |
| UCI Europe Tour                       | 949e  | 1535e | nc    | nc   |
|                                       |       |       |       |      |
| Légende : nc = non classéSource : UCI |       |       |       |      |